# Archäologenkelle

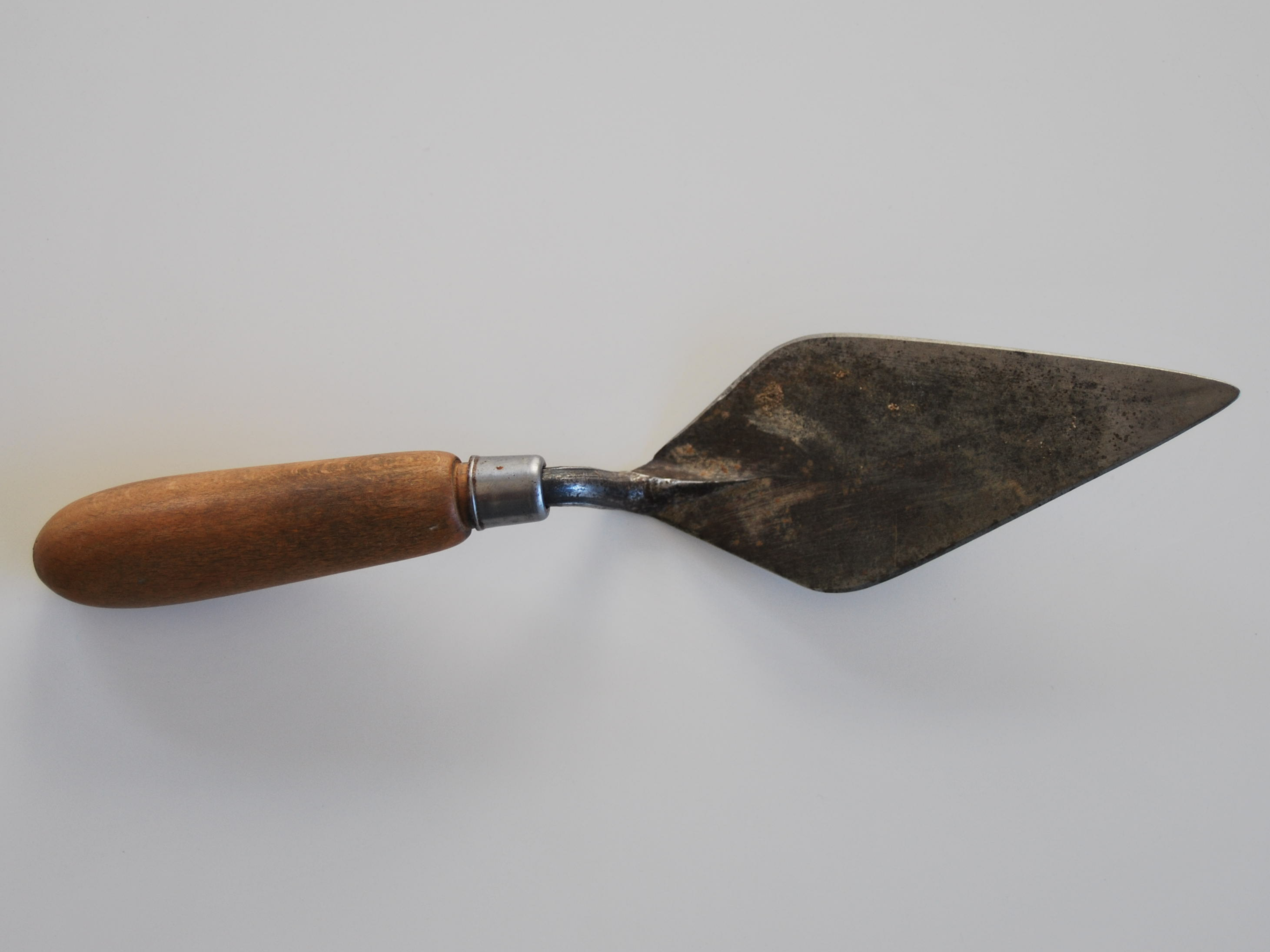
WHS Kelle

Die Archäologenkelle, auch kurz Truffel oder Traufel (vgl. engl. trowel = Kelle) genannt, ist ein Spezialwerkzeug für Archäologen.

## Grundtypen
Archäologenkellen sind in verschiedenen Ausführungen und Größen erhältlich. Man unterscheidet Spitz- und Rundkellen. Auch sind sogenannte Winkelkratzer im Einsatz. Archäologenkellen sind im Allgemeinen wesentlich robuster und kräftiger als die Kellen der Maurer ausgeführt: Der Maurer verwendet seine Kellen für konstruktive, der Archäologe hingegen für destruktive Arbeiten („Eine Ausgrabung ist die systematische und protokollierte Zerstörung von Fundstellen und Befunden“). Das Blatt einer typischen Spitzkelle ist ca. 2 mm dick, die „Angel“ (die Blatt und Griff verbindet) 10–12 mm dick. Dies gilt besonders für hochwertige, professionelle und meist geschmiedete Kellen. Die in Baumärkten erhältlichen Kellen sind für archäologische Tätigkeiten häufig ungeeignet, da sie am Ansatz der Klinge nur angeschweißt sind und somit leicht brechen. Bevorzugt werden Kellen, die aus einem Stück geschmiedet sind.
Die Kelle ist ein sehr persönliches Werkzeug und wird ungern aus der Hand gegeben, da man „nur mit seiner eigenen, gewohnten Kelle“ gut arbeiten kann.
- Die Spitzkelle – im Jargon auch Englische Kelle oder WHS-Kelle genannt – hat eine rautenförmige Klinge mit zwei scharfen Seiten. Die Blattlänge beträgt 8–13 cm, wobei 10 cm eine Universalkelle kennzeichnen.
- Die Rundkelle – Handelsname Stuckateurkelle – weist eine U-förmige Grundform auf. Diese Kellenform ist bei unerfahrenen Grabungshelfern zur Anlage eines Planums und Profils besonders beliebt, da bei ihrer Benutzung weniger Kanten in die Bearbeitungsfläche gearbeitet werden.
- Die Zungenkelle, allseitig scharf geschliffen, ist ebenfalls vor allem bei der Anlage von Plana und zum Feinputzen von Profilen hervorragend geeignet, da sie durch ihre kantenlose Form den riefenfreien Putz ermöglicht. Aufgrund ihrer Größe (Standard 16 cm Länge) ist allerdings der benötigte Kraftaufwand höher als bei der englischen Kelle; somit eignet sich die Zungenkelle am besten für leichte, sandige Böden.
- Der Winkelkratzer hat eine S-förmige Klinge, wobei eine Schneide glatt, die andere mit Sägezähnen versehen ist. Diese Kellenart eignet sich besonders zum Freilegen und Säubern von Mauern und Fundamenten.

Für besonders filigrane Arbeiten werden auch Stuckateureisen in verschiedenen Größen eingesetzt oder auch verschiedenartig geformte Spatel.

## Arbeitssicherheit
Bei der Arbeit mit der Archäologenkelle ist besondere Vorsicht geboten (z. B. Schutzbrille, Handschuhe), da für die Arbeit am Befund die Schneiden der Kelle stets scharf geschliffen werden. Besonders gefährlich ist es, die Archäologenkelle als Hebel einzusetzen, um Funde aus einem Befund zu hebeln. Substrat, Knochen- oder Keramiksplitter können herausgeschleudert werden und Verletzungen im Gesicht verursachen.